# 宣公 (曹)
宣公（せんこう）は、春秋時代の曹の君主（在位前595年 - 前578年）。姓は姫、名は疆。文公の子として生まれた。文公の後をうけて曹国の君主となった。在位17年。紀元前578年、晋・斉・魯・宋・衛らとともに秦を攻撃し、麻隧で会戦した。宣公は軍中で死去した。